# Battle Creek (Iowa)
Battle Creek (Iowa) város az Amerikai Egyesült Államok Iowa államában, Ida megyében. Lakosainak száma 700 fő (2020. április 1.).

## Népesség
A település népességének változása:

| 2010 | 713 |
| 2020 | 700 |